# Tito Augusto
Tito Augusto Díaz (Madrid, 13 de septiembre de 1979) es un actor y presentador de televisión español.

## Biografía
En 1990 protagonizó el videoclip del grupo musical Hombres G, que se titula «Voy a pasármelo bien». Debutó ante la cámara de cine en 1991 con la película Lo más natural, de Josefina Molina, con Charo López y Miguel Bosé, a la que seguiría ese mismo año Fuera de juego, de Fernando Fernán Gómez.
En 1991, protagonizó un cortometraje que le llevó a ser finalista de los premios Goya del cine español como mejor cortometraje, Eduardo, donde encarnaba el papel protagonista. También en 1991 es seleccionado, junto a la niña Lara de Miguel, para sustituir a la pareja de Ana Chávarri y Raquel Carrillo como copresentadores del concurso infantil VIP Guay que conducía Emilio Aragón en Telecinco. Se mantiene en el programa durante la temporada 1991-1992. En 1992 participa también en las series de Televisión Española Celia y Hasta luego, cocodrilo. Del año 1993 a 1995 es presentador del programa infantil de Antena 3 Tras tres tris, buenos días junto a la también presentadoras y actrices, Ana Chavarri y Johana Cobo.
En el año 1996, colabora en la película dirigida por Fernando Fernán Gómez, y protagonizada por Carlos Larrañaga y Beatriz Rico, Pesadilla para un rico y hace apariciones en diversos episodios de la serie Médico de familia.
Entre 1998 y 2001 trabaja en la serie de Antena 3, Compañeros, en la que interpreta un personaje secundario, Nacho Barahona, que sin embargo, permanece casi toda la serie. Como guiño al espectador, los guionistas de la serie deciden bautizar a su personaje con el nombre real del montador de la serie Nacho Barahona. En el año 2000 alterna con algún capítulo de Policías, en el corazón de la calle. En este años también es actor principal en la película dirigida por Antonio del Real, Y decirte alguna estupidez, por ejemplo, te quiero, haciendo de «Cachirulo». En 2001 interviene en la película posterior No te fallaré. Entre 2001 y 2003 presentó el programa infantil de Antena 3 Megatrix.
Entre los años 1999 y 2003 es invitado en varios programas concursos, como Pasapalabra, Furor, Enterate, etc.
- Datos: Q6147521